# پتر ووژیشک
پتر ووژیشک (چکی: Petr Voříšek؛ زادهٔ ۱۹ مارس ۱۹۷۹) بازیکن و مربی فوتبال اهل جمهوری چک است.
از باشگاه‌هایی که در آن بازی کرده‌است می‌توان به باشگاه فوتبال اسپارتا پراگ، باشگاه فوتبال ملادا بولسلاف، باشگاه فوتبال رایندورف آلتاخ، باشگاه فوتبال راپید وین، باشگاه فوتبال پاشینگ، باشگاه فوتبال آستریا وین، و باشگاه فوتبال تپلیس اشاره کرد.
وی همچنین در تیم‌های ملی فوتبال زیر ۲۱ سال جمهوری چک و جمهوری چک بازی کرده‌است.